# Haus Heidemühlen
Das Haus Heidemühlen (niederdeutsch 1345: Heydemolen im Kirchspiel Unttorpe) ist ein abgegangenes Rittergut und ehemalige Wasserburg des Bistums Münster 600 m nordwestlich von Welver-Hangfort auf der Gemarkung des Stadtteils Uentrop der westfälischen Stadt Hamm. Ursprünglich lag es im Ostzipfel des Kirchspiels Uentrop auf einer Insel in der Lippe.

## Geschichte
1345 wurde Haus Heidemühlen das erste Mal erwähnt, als es im Tausch vom Stift Freckenhorst an das Bistum Münster ging. 1392 zählte es zu den Absteigequartieren der Grafen von der Mark. 1444 hatten die Gebrüder Vollenspit das Haus beim Münsteraner Bischof verpfändet, dieser versprach dafür, es zu schützen und im Falle einer Eroberung, die Wiedereroberung zu versuchen. 1445 wurde es in der Soester Fehde erobert und gebrandschatzt. 1541 wurde als Konsequenz einer Erbteilung das Haus Niederheidemühlen errichtet. Dieses kam 1569 an die von Neheim zu Niederwerries, später an die Familie von Voß und 1713 an die von der Recke. Ende des 18. Jahrhunderts ging es an die von Vincke über. Das jetzt Oberheidemühlen genannte alte Haus fiel 1580 durch Heirat an Heinrich Klot zu Nateln. Die späteren Besitzer waren die von Ketteler zu Assen und die von Heiden zu Hovestadt. 1685 kam es in bürgerliche Hände und wurde schließlich auch durch die von Vincke angekauft. In der Folgezeit verfielen aber beide Rittersitze. 1773 ist Haus Niederheidemühlen noch auf einer Karte verzeichnet, während von Oberheidemühlen nur noch ein Verwalterhaus mit Wirtschaftsgebäuden und Mühle existierte. Im Laufe des 19. Jahrhunderts ist es komplett vom Erdboden verschwunden.